# Maskovací oblečení

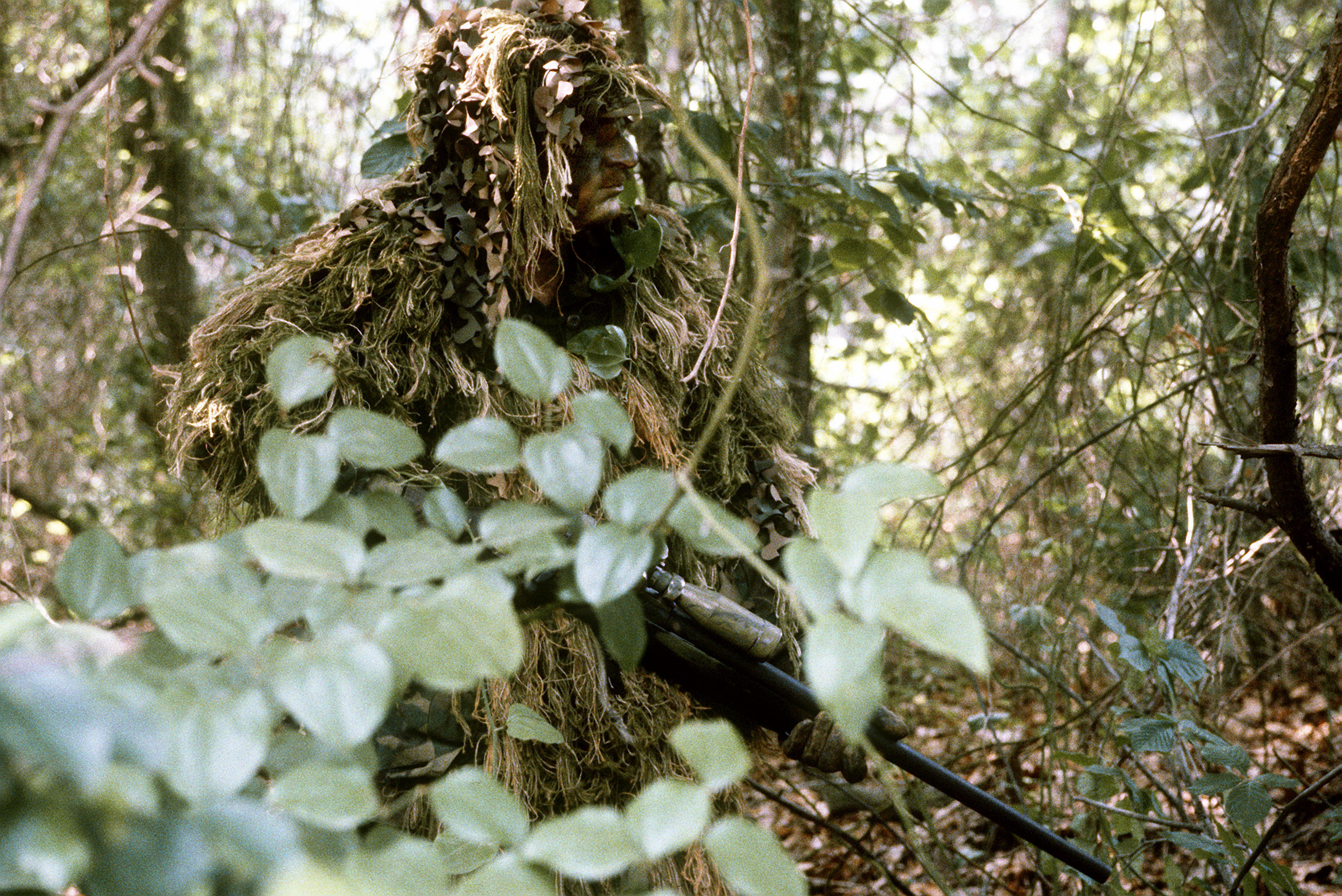
Hejkal (anglicky)

Maskovací oblečení je druh oděvu, který se používá za účelem splynutí s prostředím. Aby maskování bylo co nejúčinnější, existují speciální druhy vzorků podle toho, v jakém terénu se člověk chce ukrýt.

## Historie
Snaha splynout s okolím tu vždy byla už od dávných počátků. Ať už kvůli lovu, sabotáži či jiným důvodům, kdy na viditelnosti závisela úspěšnost mise. Ostatně příkladem mohou být jiné živočišné druhy, které se maskují před predátory či kořistí. Nicméně maskovací oblečení je velmi mladý pojem.
První snahu o maskování můžeme zaznamenat ve feudálním Japonsku (14. století), kde nindžové používali tmavou látku právě proto, že mise plnili hlavně v noci a temný oděv jim poskytoval dokonalé krytí. Další pokusy jsou známy až o několik století později. Změny oblékání vojáků začaly s příchodem 18. století, avšak nebyly natolik významné, aby změnily dosavadní trendy.
95. pěší pluk britské armády z roku 1803 nosil tmavě zeleno-černý oděv, který lépe splynul s okolím, než klasická červená vojenská uniforma. Byl to první pokus britské armády splynout s okolím a změnit tak roli vojáka. Místo reprezentování barev a moci své země měl za úkol skrýt se v terénu. Další změny v oblékání vojáků přišly v období kolem roku 1850, kdy britští vojáci v Indii byli nuceni přebarvit své červené uniformy na přirozenější barvu, čímž vznikla nová barva khaki, která se později stala standardní vojenskou barvou oblečení.
Nový vojenský trend se zanedlouho ujal i ve zbytku světa. Poté, co se khaki barva stala v roce 1902 oficiální barvou britské uniformy, se ke změnám uniforem přidaly i Spojené státy americké, Rusko a jiné státy, které postupně vytvářely nové maskovací kombinace barev pro své vojáky. Avšak do vypuknutí první světové války ještě mnoho států používalo starý systém pestrého oblékání vojáků.
V roce 1915 vznikla ve Francii speciální Kamuflážní sekce, která sestávala z umělců. Každá maskovací uniforma byla jimi ručně malována a podle vzoru specifikovala druh vojáka, pro kterého byla určena. Později, téhož roku, se výroba rozšířila, protože vznikla nová idea maskování nejen vojáků, ale i objektů pomocí maskovacích sítí.
Na počátku první světové války některé státy pořád bojovaly v pestrých uniformách. Koncept kamufláže se ale rychle ujal a vojáci sami si později dokreslovávali maskovací prvky barvou email, nebo se potírali bahnem. Odstřelovači a speciální jednotky dokonce maskovali i zbytek své výbavy, čímž vznikly první Ghillie oblečení, speciální maskovací oděv využívaný hlavně odstřelovači.
Maskovací oděv podobný tomu, který známe ve 21. století, začala, jako první, používat německá armáda. Největší rozmach maskovacích technik nastal v období druhé světové války. Vznikaly nové varianty potisku a začala masová produkce. Němečtí vojáci SS začali nosit celouniformní maskáče (blůza, kalhoty), které už byly typově podobné maskovacímu oděvu dneška.

## Typy
Na počátku 21. století existují stovky vzorků na uniformách, podle druhu prostředí, se kterým má voják splynout – les, sníh, poušť ad. Vývoj maskovacích technik se během 20. století rapidně zrychlil a můžeme setkat s různými vzorky od „mloka“ až po digitální vzorky a vzory navržené pro boj do ulic. Změna uniforem je velmi častá právě proto, že mnohé státy mají zavedený standard, který zrovna nevyhovuje terénu, ve kterém se zrovna vojáci pohybují.
Konkrétně Československá armáda používala vzory mlok a jehličí, přičemž mlok byl velmi podobný německé uniformě. Vzor jehličí se udržel až do roku 1993, ale nejednalo se o vzor československé výroby. Jehličí využívaly státy Varšavské smlouvy. Tento vzor s postupem času ztrácel na kvalitě, přičemž poslední kusy z výroby už skoro neplnily původní maskovací účely a navíc bylo těžké od sebe rozlišit jednotlivé státy Varšavské smlouvy, neboť všichni měli stejné uniformy. V polovině 80. let Češi přišli s novým vzorem. Jednalo se o kombinaci skvrn khaki, tmavě a světle zelených a černých skvrn, vzor 95.

## Využití
Původně se maskovací oblečení používalo ve válce, avšak ve 21. století se využití maskáčů rozšířilo i mezi civilisty. Maskáče jsou velmi oblíbené a žádoucí u vojenských sportů jako je airsoft, ale používají se i při lovu zvěře a při jiných příležitostech.